# 押村光雄
押村 光雄（おしむら みつお、1948年12月9日 - ）は、日本の分子生物学者で染色体を人工染色体ベクターに搭載させる技術（染色体工学）を確立した人物。理学博士（北海道大学・1982年）。鳥取大学・染色体工学研究センター特任教授、鳥取大学名誉教授。

## 略歴
- 1948年 - 鳥取県境港市に生を受ける
- 1971年 - 島根大学文理学部理学科卒業
- 1974年 - ニューヨーク州立ロズウェルパーク癌研究所・研究員
- 1977年 - 東京医科歯科大学難治疾患研究所・助手部
- 1982年 - アメリカ国立衛生研究所・特別研究員
- 1982年 - 北海道大学修了 理学博士
- 1986年 - 神奈川県立がんセンター臨床研究所・主任研究員
- 1990年 - 鳥取大学医学部医学科・教授
- 1991年 - 鳥取大学医学部生命科学科・教授
- 1994年 - 鳥取大学医学部生命科学科・学科長
- 2003年 - 鳥取大学大学院医学系研究科機能再生医科学専攻・教授
- 2003年 - 鳥取大学大学院医学系研究科機能再生医科学専攻・専攻長
- 2004年 - 文部科学省 21世紀COEプログラム「染色体工学技術開発拠点形成 」 プロジェクトリーダー
- 2005年 - 鳥取大学生命機能研究支援センター・センター長
- 2009年 - 鳥取大学染色体工学研究センター・センター長
- 2014年 - 鳥取大学染色体工学研究センター・特任教授

## 受賞歴
- 1993年 - 高松宮妃癌研究基金学術賞『がん抑制遺伝子の研究』
- 1998年 - 日経BP技術賞（医療・バイオ部門）『ヒト抗体を産生するマウスの開発』
- 2001年 - 鳥取大学研究功績賞『染色体工学に関する研究』
- 2002年 - 日本人類遺伝学会賞『細胞工学技術等を用いた遺伝子のマッピングと機能解析』
- 2009年 - 鳥取大学功労賞

## 著書
- 押村光雄・平岡泰『基礎から先端までのクロマチン・染色体実験プロトコール―注目のゲノム動態、エピジェネティクスの解析法と染色体改変、イメージング技術のすべて』（単行本）羊土社〈注目のバイオ実験シリーズ〉、2004年7月1日。ISBN 978-4897064161。
- 押村光雄『注目のエピジェネティクスがわかる―ゲノムの修飾・構造変換と生命の多様性、疾患との関わり』（単行本）羊土社〈注目のバイオ実験シリーズ〉、2004年8月1日。ISBN 978-4897069647。